# Camarade (chanson)
Pour les articles homonymes, voir Camarade.
Pistes de Camarade
Tout ce que j'aime
Camarade est une chanson de Jean Ferrat, sortie en 1969 sur l'album du même nom, puis en super 45 tours en janvier 1970.

## Histoire
Camarade est historiquement l'appellation usitée par les sympathisants de gauche (communistes, socialistes) et aussi par les syndicalistes. Dans l'esprit le mot tend a une dimension universaliste autant qu'identitaire.
En janvier 1968, Alexander Dubček accède au pouvoir de la République socialiste tchécoslovaque. L'homme entreprend alors de nombreuses réformes et prône un Socialisme à visage humain. Cette période, communément appelée le Printemps de Prague, prend brutalement fin le 21 août 1968, avec l'invasion du pays par les troupes du Pacte de Varsovie.

## La chanson
Avec cette courte chanson de trois couplets, Jean Ferrat rend initialement hommage à ce que représente le mot camarade, à ce qu'il sous-entend de fraternité, d'espoir et de lutte des classes :
« C'est un joli nom camarade / C'est un joli nom tu sais / [...] / Pendant des années Camarade / [...] / Avec ton seul nom comme aubade / Les lèvres s'épanouissaient »
Puis vient la désillusion (second couplet), avec l'évocation de la répression en Tchécoslovaquie qu'il fustige et condamne :
« C'est un nom terrible Camarade / [...] / Que venez-vous faire Camarade / Que venez-vous faire ici / Ce fut à cinq heures dans Prague / Que le mois d'août s'obscurcit »

Puis au dernier couplet, comme pour affirmer que l'espoir du Grand Soir demeure, il reprend : 
« C'est un joli nom Camarade / [...] /
Pour qu'il revive à jamais / Se marient cerise et grenade / Aux cent fleurs du mois de mai »
.
(extraits du texte de Jean Ferrat)

## Discographie
- 1969 : album Barclay Camarade
- janvier 1970 : super 45 tours Barclay 71406 M[3] : Camarade, Les lilas, Tout ce que j'aime, 17 ans